# Роля Дашти
Роля Абдулла ад-Дашти (араб. رولا عبدالله علي حاجيه دشتي‎, род. 1964) — кувейтская женщина-политик, экономист и  поборник прав женщин и гендерного равенства. Заместитель генерального секретаря ООН и исполнительный секретарь Экономической и социальной комиссии ООН для Западной Азии (ESCWA) с 2019 года. Член Высшего совета по планированию и развитию Кувейта (Supreme Council for Planning & Development, SCPD) до 2019 года. Министр по вопросам планирования и развития и одновременно министр по делам Национального собрания в 2012—2014 гг. Депутат Национального собрания Кувейта в 2009—2012 гг. Одна из четырёх первых женщин, избранных в Национальное собрание.

## Биография
Родилась в 1964 году. Дочь бывшего депутата Национального собрания Абдуллы Дашти.
В 1984 году получила степень бакалавра в области экономики сельского хозяйства в Университете штата Калифорния в Чико. В 1985 году получила степень магистра в области экономики и финансов в Университете штата Калифорния в Сакраменто. В 1993 году получила степень доктора философии (Ph.D.) по популяционной динамике в Университете Джонса Хопкинса.
Занимала ключевые должности в научно-исследовательских институтах, таких как Кувейтский институт научных исследований, и работала в крупных местных и международных финансовых институтах и институтах развития, таких как Национальный банк Кувейта и Всемирный банк.
До мая 2015 года кувейтские женщины не имели права избирать и быть избранными. 16 мая 2005 года Национальное собрание предоставило женщинам право избирать и быть избранными в той степени, в которой это не противоречит шариату. Роля Дашти сыграла ключевую роль в лоббировании этого закона. Роля Дашти участвовала в выборах 2006 года, набрала 1539 голосов и проиграла выборы. На выборах 2008 года набрала 4464 голосов и проиграла выборы. По результатам всеобщих выборов 16 мая 2009 года были избраны в Национальное собрание четыре женщины — Асиль аль-Авади, Роля Дашти, Маасума аль-Мубарак и Сальва аль-Джассар. Роля Дашти набрала 7666 голосов.
31 июля 2012 года получила портфели министра по вопросам планирования и развития и одновременно министра по делам Национального собрания в 31-м кабинете министров. 11 декабря 2012 года и 4 августа 2013 года переназначена. Исполняла обязанности до 6 января 2014 года.
Генеральный секретарь ООН Антониу Гутерриш объявил 21 января 2019 года о назначении Роли Дашти  исполнительным секретарём Экономической и социальной комиссии ООН для Западной Азии (ESCWA), региональной комиссии Экономического и Социального Совета ООН. Сменила Мухаммада Али аль-Хакима из Ирака.

## Награды
- 2009 — премия «Север-Юг»[англ.] от Центра «Север-Юг»[англ.] вместе с Михаилом Горбачёвым.